# Гутьеррес Солана, Хосе
Хосе Гутьеррес Солана (исп. José Luis Gutiérrez Solana, 1886, Мадрид — 24 июня 1945, там же) — испанский художник, график, писатель-очеркист.

## Биография
Отец — выходец из Мексики, приехавший в Испанию по делам наследства. Первые уроки получил от своего дяди Хосе Диеса Пальмы, профессора в университете Саламанки. Закончил художественную Академию Сан-Фернандо. Совершал частые поездки в Ла-Манчу, Арагон и Андалусию, делая наброски и заметки, когда ходил на карнавалы и посещал кладбища, больницы. Хорошо обеспеченный деньгами своего отца, он брал уроки пения и посещал театры. В 1917 поселился в Мадриде, сблизился с кругом Рамона Гомеса де ла Серны, который написал о нём монографию (художник же написал дона Рамона, Хосе Бергамина и др. членов кружка, собиравшегося в кафе Помбо, на полотне Мои друзья, 1920). Выставка художника в Париже (1928) потерпела неудачу. Европейская слава пришла к Солане после 1936, когда состоялась его третья выставка в Париже.
Он написал несколько книг путевых очерков (Мадрид: сцены и нравы, 2 тт., 1913—1918; Черная Испания, 1920, и др.), а также роман Флоренсио Корнехо (1926).

## Творчество
Сумрачный, гротескный образ мира у Соланы близок к традициям поколения 98 года, особенно — к Валье-Инклану и его эсперпентос. Художественные ориентиры Соланы — Вальдес Леаль, Рибера, Сурбаран, Веласкес, Гойя, Лукас Веласкес.

## Признание
Национальная премия (1942, Барселона).